# Last Mile

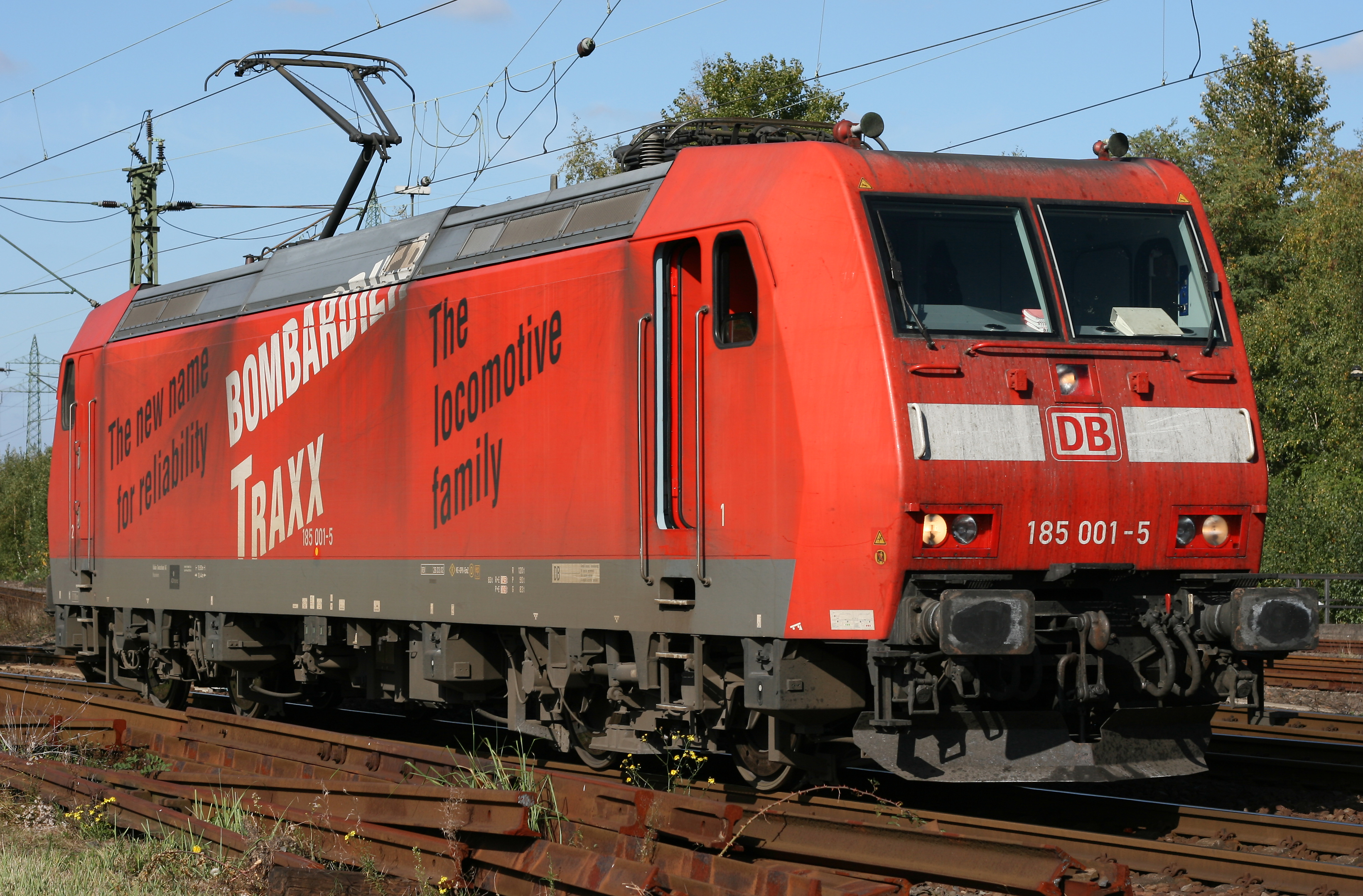
Bombardier TRAXX villamosmozdony Last mile technológiával

A villamosmozdonyok felsővezeték nélküli vonalszakaszokon való önjáróképességét oldja meg a Bombardier Last Mile nevű műszaki megoldása.
A mozdonyba beépített dízelmotor lehetővé teszi a villamos mozdony önjáró közlekedését a felsővezeték nélküli vágányokon. Ez úgy volt lehetséges, hogy egy nagy teljesítményű villamos mozdony gépterének üres részén egy kis teljesítményű dízelmotort építettek be és a mozdonyt a szükséges segédüzemi berendezésekkel is felszerelték. A Last Mile villamos mozdony dízel motoros üzemben csak korlátozott sebességű közlekedésre, és vonóerő kifejtésre képes.

## A Last Mile alkalmazása
- A karbantartó vágányokon közlekedésnél
- Az állomási nem villamosított vágányokon tartózkodás alatt
- Az iparvágányok kisebb vonat terhelésű kiszolgálásnál

A Last Mile villamos mozdony a felsorolt esetekben feleslegessé teszi a dízelüzemű vontatójárművek üzemszerű alkalmazását. A Last Mile villamos mozdonyok dízel üzemében a mozdony emissziós paraméterei már a 2012. január 1-jétől, új vasúti járművek esetén kötelező ún. Stage IIIB szabályozási kategória szerint károsanyag kibocsátásnak is megfelelnek.
Az Európában szokásos vonatterhelések miatt a vasutak a hat tengelyes mozdonyokat mind kevésbé igénylik, ezért a Last Mile rendszerű mozdonyok kialakítására egyik alkalmas fejlesztési lehetőséget jelenthet a néhány évtizeddel korábban üzembe helyezett, felújításra váró négy-hattengelyes villamos mozdonyok fenti módon történő átalakítása.